# Place Catinat
Pour les articles homonymes, voir Catinat.
La place Catinat est une voie de Nantes, en France.

## Situation et accès
Située dans le quartier Dervallières - Zola, la place Catinat, traversée par la rue Fabert, est aux débouchés des rues La Motte-Piquet, Catinat, Cuvier et de Belleville. Elle est bitumée et ouverte à la circulation automobile.

## Origine du nom
Son nom lui a été attribué en l'honneur du maréchal Nicolas de Catinat, un des plus fameux officiers des armées de Louis XIV.

## Historique
La place a été aménagée vers 1860, puisque sur un acte de 1858, celui-ci fait référence à un immeuble situé « sur la place projetée formant la nouvelle rue près l’atelier de M. Voruz ».

## Bâtiments remarquables et lieux de mémoire

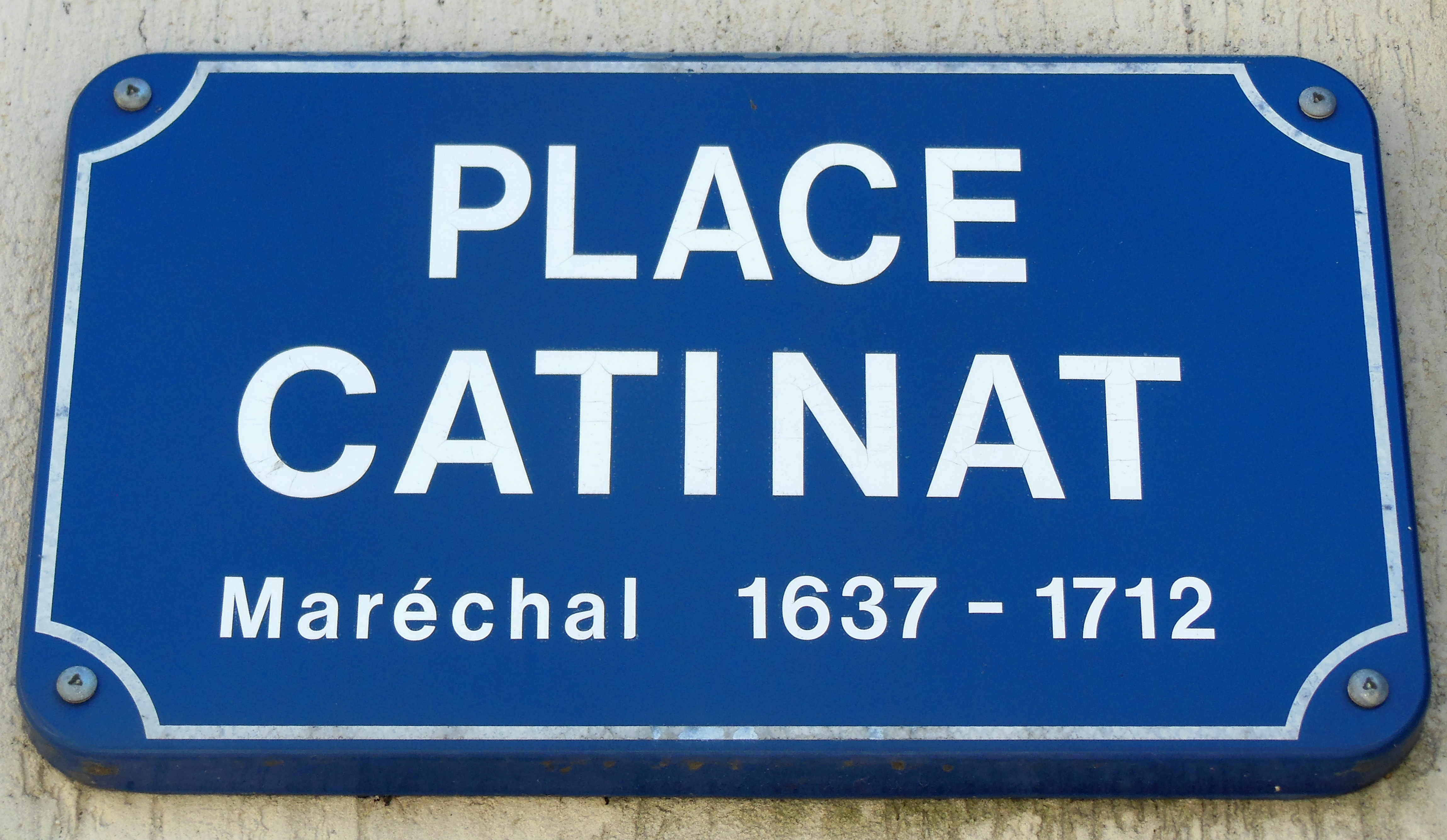
Place Catinat, panneau.